# Rinodina
Rinodina (Ach.) Gray (bruniec) – rodzaj grzybów z rodziny obrostowatych (Physciaceae). Ze względu na współżycie z glonami zaliczany jest do grupy porostów.

## Systematyka i nazewnictwo
Pozycja w klasyfikacji według Index Fungorum: Physciaceae, Caliciales, Lecanoromycetidae, Lecanoromycetes, Pezizomycotina, Ascomycota, Fungi.
Synonimy nazwy naukowej: Berengeria Trevis.,
Courtoisia L. Marchand,
Dictyorinis Clem.,
Lecanora subdiv. Rinodina Ach.,
Malmia M. Choisy,
Merorinis Clem.,
Mischoblastia A. Massal.,
Mischolecia M. Choisy,
Pachysporaria (Malme) M. Choisy,
Placothallia Trevis.,
Pleorinis Clem.,
Pseudobuellia B. de Lesd.,
Rhinodinomyces E.A. Thomas ex Cif. & Tomas.,
Rinodina subsect. Pachysporaria Malme.
Nazwa polska według W. Fałtynowicza.

## Gatunki występujące w Polsce
- Rinodina albana (A. Massal.) A. Massal. 1852 – bruniec albański
- Rinodina archaea (Ach.) Arnold 1881[4] – bruniec szarobrunatny, b. Trevisana
- Rinodina atrocinerea (Fr.) Körb. 1855 – bruniec czarnopopielaty
- Rinodina atropallidula (Nyl.) Arnold 1885[4] – bruniec pstrokaty
- Rinodina bischoffii (Hepp) A. Massal. 1855 – bruniec Bischoffa
- Rinodina calcarea (Hepp ex Arnold) Arnold 1879 – bruniec wapieniowy
- Rinodina capensis Hampe 1861[4] – bruniec korowy
- Rinodina castanomelodes H. Mayrhofer & Poelt 1979[4] – bruniec kasztanowy
- Rinodina colobina (Ach.) Th. Fr. 1871[4] – bruniec siny
- Rinodina confragosa (Ach.) Körb. 1855 – bruniec brodawkowaty
- Rinodina conradii Körb. 1855 – bruniec trójdzielny
- Rinodina dubyana (Hepp) J. Steiner 1919[5]
- Rinodina efflorescens Malme 1927 – bruniec rozprószek
- Rinodina exigua (Ach.) Gray 1821 – bruniec drobny
- Rinodina fimbriata Körb. 1859 – bruniec potokowy
- Rinodina gennarii Bagl. 1861 – bruniec Gennara, b. nikły
- Rinodina immersa (Körb.) J. Steiner 1893 – bruniec zagłębiony
- Rinodina laevigata (Ach.) Malme 1895 – bruniec delikatny
- Rinodina lecanorina (A. Massal.) A. Massal. 1854[4] – bruniec źreniczny
- Rinodina milvina (Wahlenb.) Th. Fr. 1861 – bruniec nadbrzeżny
- Rinodina mniaraea (Ach.) Körb. 1855 – bruniec mchowy
- Rinodina occulta (Körb.) Sheard 1967 – bruniec skryty
- Rinodina olivaceobrunnea C.W. Dodge & G.E. Baker 1938[4] – bruniec żabi
- Rinodina oxydata (A. Massal.) A. Massal. 1854 – bruniec oksydowany
- Rinodina parasitica H. Mayrhofer & Poelt 1979 – bruniec pasożytniczy
- Rinodina pityrea Ropin & H. Mayrhofer 1995 – bruniec proszkowaty
- Rinodina polyspora Th. Fr. 1861 – bruniec wielozarodnikowy
- Rinodina pyrina (Ach.) Arnold 1881 – bruniec gryszowy
- Rinodina roscida (Sommerf.) Arnold 1887[4] – bruniec wykwintny
- Rinodina sophodes (Ach.) A. Massal. 1852 – bruniec jarzębinowy
- Rinodina teichophila (Nyl.) Arnold 1863 – bruniec polny
- Rinodina tephraspis (Tuck.) Herre 1910[4] – bruniec piaskowy
- Rinodina turfacea (Wahlenb.) Körb. 1855[4] – bruniec torfiasty
- Rinodina vezdae H. Mayrhofer 1984[4] – bruniec Vezdy

Nazwy naukowe na podstawie Index Fungorum. Nazwy polskie według W. Fałtynowicza.